# Doom Eternal
Doom Eternal — компьютерная игра в жанре шутера от первого лица. Игра разработана студией id Software, а издателем выступила компания Bethesda Softworks. Анонс проекта состоялся в 2018 году на выставке E3. Doom Eternal вышла на платформах Windows, PlayStation 4 и Xbox One и в сервисе Google Stadia в марте 2020 года, в декабре — на Nintendo Switch, а в июне 2021 года — на PlayStation 5 и Xbox Series X/S. Помимо основной игры в продажу были выпущены два сюжетных дополнения — The Ancient Gods — Part One и The Ancient Gods — Part Two.
Doom Eternal является частью серии игр Doom и прямым сиквелом компьютерной игры Doom 2016 года. В рамках сюжетной кампании игрок вновь берет на себя роль Палача Рока, а события игры разворачиваются спустя два года после событий, произошедших на Марсе. Палач должен остановить Культ Деаг, который вместе с перешедшей на сторону Ада Объединённой Аэрокосмической Корпорацией собираются уничтожить человечество.
Игра была тепло встречена после анонса и получила положительные отзывы от критиков на момент выхода — большинство авторов игровых изданий похвалили игру за игровой процесс и музыкальное сопровождение, однако их мнения разошлись насчет секций уровней с платформингом и многопользовательского режима. После релиза Eternal стала коммерческим успехом: по данным издателя доход игры в первую неделю был выше, чем у всех прошлых игр серии, одновременное максимальное количество игроков в сервисе Steam увеличилось вдвое по сравнению с прошлой основной игрой, а доход игры к концу 2020 года по данным различных источников составил около 450 миллионов долларов.
Как и в случае с Doom 2016 года в качестве руководителя проекта выступил Хьюго Мартин, продюсера — Марти Стрэттон. Композитором игры вновь стал Мик Гордон. В игровой процесс по сравнению с игрой 2016 года были внесены некоторые изменения: передвижение персонажа было дополнено механикой дэша, из арсенала был убран пистолет, но добавлены меч Горнило, второй тип гранат, огнемёт и «кровавый удар», а функциональность супердробовика была дополнена крюком, позволяющим притягиваться к противникам. Вместо привычных для серии многопользовательских режимов в Eternal представлен асимметричный режим для трёх игроков, где один из них берёт на себя роль Палача, а два других — сильных рядовых противников.

## Игровой процесс

### Однопользовательский режим
Doom Eternal является игрой в жанре шутера от первого лица. Игрок берёт на себя роль Палача Рока, древнего демоноборца. Игра разделена на отдельные уровни, дизайн которых сочетает в себе научно-фантастическую и фэнтезийную тематику. Помимо стандартной механики перемещения по уровню, игрок может карабкаться по некоторым стенам, делать рывки в стороны, притягиваться к противникам с помощью крюка и так далее. На уровнях также присутствуют различные предметы, такие как аптечки, патроны, броня, улучшения оружия и коллекционные предметы, которые представлены музыкальными композициями из прошлых игр id Software и игр серии Doom, виртуальными коллекционными фигурками, чит-кодами и различными текстовыми заметками, которые посвящены внутриигровой вселенной игры. Между прохождением отдельных миссий игрок может свободно исследовать локацию-хаб, в которой он может взаимодействовать с собранными коллекционными предметами, разблокировать награды, испытать оружие и новые тактики на тренировочной арене, а также выбрать уровень для повторного прохождения. Как и в прошлых играх серии, перед началом игры пользователю дается выбор из четырёх уровней сложности.
В игре представлен широкий выбор вооружения. Различные виды оружия используют разные виды боеприпасов. Оружие в игре можно модифицировать: большая часть оружия имеет две переключаемые между собой активные модификации, которые предлагают режимы альтернативного огня. В свою очередь модификации оружия также могут быть улучшены за счёт навыков. Как и в прошлой игре серии оружие не требует перезарядки. Помимо огнестрельного оружия герой имеет два вида гранат, которые пополняются автоматически, а также огнемёт, который поджигает врагов и позволяет получать из них броню. Как и в прошлой части бензопила позволяет убить большинство рядовых противников одним ударом и получать из них патроны.
У персонажа имеются запасы здоровья и брони, которые убывают при получении урона. Как и в Doom 2016 года, патроны, здоровье и броня могут быть подобраны на уровнях или получены при убийстве противников: делая зрелищное добивание ослабленных врагов персонаж получает очки здоровья, поджигая огнемётом — броню, а убивая с помощью бензопилы — патроны. Броня и встроенное в неё вооружение, как и оружия могут быть модифицированы. В дополнение к упомянутым модификациям игрок может разблокировать 9 рун, которые предоставляют различные пассивные навыки, незначительно влияющие на игровой процесс, например позволяя выполнять зрелищные добивания с большего расстояния или получать очки здоровья из противников убитых «Кровавым ударом». Одновременно могут быть выбраны только 3 из них, но игрок может в любой момент времени переключаться между любыми разблокированным рунами. При прохождении уровней игрок может найти дополнительные жизни, которые при смерти персонажа позволяют мгновенно продолжить прохождение игры с места смерти и без сброса прогресса.
Как и в прошлых частях, протагонисту противостоят различные виды демонов-противников. Враги могут использовать разнообразные атаки ближнего и дальнего боя, которые наносят различный урон главному герою. Демоны имеют разное количество здоровья, могут уворачиваться от атак игрока, взбираться на различные препятствия, летать и так далее.
В игре присутствуют читы-модификаторы, которые могут быть найдены на уровнях в качестве коллекционных предметов. Они позволяют переиграть уже пройденные уровни с дополнительными особенностями и не влияют на прогресс основного прохождения. Ещё одной дополнительной опцией являются Мастер-уровни, которые представляют собой усложненные версии уровней из сюжетной кампании игры. Также в игре доступен режим «Дополнительная жизнь», в котором, как и при обычном прохождении, можно выбрать один из представленных уровней сложности и в котором при смерти персонажа и отсутствии у него дополнительных жизней весь прогресс прохождения сюжетной кампании утрачивается.

### Многопользовательский режим
В матче многопользовательского режима принимают участие три игрока: один из них берёт на себя роль Палача Рока, а два других — сильных рядовых демонов, таких как Мародёр, Манкубус, Элементаль Боли и так далее. Игровой процесс за Палача аналогичен игровому процессу однопользовательского режима, а условием победы в раунде является уничтожение за определённый промежуток времени обоих противников. В свою очередь демоны могут атаковать противника с помощью обычных атак дальнего боя, а также использовать активные способности, которые позволяют временно блокировать получение Палачом патронов, брони и очков здоровья, призывать других демонов, устанавливать барьеры, излечивать себя и товарища по команде и так далее. У каждого демона доступно по 4 активных способности. При этом если один из демонов был уничтожен, то он может быть воскрешён, если второй демон не будет уничтожен Палачом в течение определённого промежутка времени. Целью обоих демонов является уничтожение Палача. Помимо демонов, управляемых игроками, Палачу также противостоят демоны под управлением искусственного интеллекта. После каждого раунда, всем игрокам дается возможность выбрать улучшение способности или какого-либо показателя, например, количества здоровья. Матч длится пока одна из сторон не победит в трёх раундах.

## Сюжет
Сюжетная кампания Doom Eternal продолжает сюжет игры Doom 2016 года. Два года спустя после событий, произошедших на Марсе, Земля почти полностью захвачена демоническими силами, а людские потери исчисляются миллиардами. За это время Палач Рока завладевает космической крепостью, которую он использует как собственный штаб. На момент событий игры Палач планирует уничтожение Культа Деаг — трёх жрецов, которые руководят вторжением демонов на Землю: Деага Нилокса, Деага Ранака и Деага Грава. Первым он выслеживает Нилокса, который находится в Адской Барже; добравшись до Нилокса, Палач отрубает ему голову. Главный герой использует голову жреца, чтобы попасть на собрание культа и запугать оставшихся его членов, которые заявляют, что все люди за свои деяния должны быть принесены в жертву Кан Созидательнице — лидеру могущественной расы Творцов. Опасаясь за жизни Деагов, Кан Созидательница телепортирует их в неизвестные локации и предупреждает Палача о последствиях его действий.
Чтобы найти второго жреца, Палач находит Небесный Локатор, впоследствии заряжает Локатор у Предателя — представителя расы Аргент Д’Нур, который предал свой народ в обмен на жизнь своего сына, но был обманут. Предатель предупреждает Палача, что противостоять Кан опасно, но при этом просит его о помощи. Принеся локатор в свой штаб, Палач определяет местоположение второго жреца — База Сектантов на севере Земли, где закрепились перешедшие на сторону Ада сотрудники Объединённой Аэрокосмической Корпорации. Герой проникает на базу, уничтожает множество демонов, добирается до Ранака и казнит его.
Чтобы найти третьего жреца, Палачу нужно найти Сэмюэля Хайдена, киборга и бывшего председателя совета директоров ОАК, который после событий прошлой игры переместился на Землю и возглавил Апокалиптический Революционный Комитет. Прорвавшись через орды демонов, Палач находит Хайдена, но тот успел получить значительные повреждения в сражении с демонами, а на базу Комитета проникает сильный демон — Мародёр, поэтому Палач телепортирует тело Хайдена к себе в крепость, а сам в бою уничтожает нового противника. На базе протагонист подключает киборга к аппаратуре крепости и узнает от него, что последний жрец прячется в Твердыне Стражей в мире Аргент Д’Нур. Добраться туда можно только через врата древнего марсианского города Гебет, который находится внутри планеты. Палач прибывает на спутник Марса Фобос, с помощью огромной пушки BFG 10000 вскрывает кору Марса и в спасательной шлюпке добирается до города. Когда Палач попадает в Твердыню Стражей, игроку показывают несколько его воспоминаний: в одном из них выясняется, что Думгай, протагонист Doom, Doom 2 и Doom 64, после событий последней попал в мир Аргент Д’Нур и является тем же персонажем, что и Палач Рока. Добравшись до арены, Палач в бою уничтожает демона Гладиатора, который защищал Деага Грава, а следом и самого жреца.
Потеряв всех трёх жрецов и лишившись возможности уничтожить человечество, Кан Созидательница решает прибегнуть к другому плану и приступает к пробуждению Иконы Греха. Теперь герою нужно помешать планам Кан, но для этого ему нужно проникнуть в Урдак — мир расы Творцов, единственный портал в который находится в Некраволе — огромном строении в Аду, которое производит аргент-энергию. Пробиваясь через орды демонов, Палач узнает, что аргент-энергия производится из человеческих душ, а также является главной причиной успеха Творцов. Добравшись до вершины Некравола, герой открывает портал в Урдак. Там герой наблюдает, как Кан пытается, используя сердце сына Предателя, взять под свой контроль Икону Греха. Палач вмешивается в ритуал и уничтожает сердце, тем самым выполнив просьбу Предателя. Икона Греха выходит из под контроля и через портал проходит на Землю. Палач вынужден последовать за ней, но путь ему преграждает Кан. В ходе сражения Палач побеждает Кан Созидательницу, а после телепортируется на Землю. Там он находит Икону Греха и в поединке с ней сначала уничтожает её броню, а потом и её саму с помощью Горнила. Уничтожение Иконы ознаменовывает конец вторжения и безоговорочную победу человеческой расы над демонами.
События дополнений Doom Eternal: The Ancient Gods – Part One и Doom Eternal: The Ancient Gods – Part Two разворачиваются после событий основной кампании.

## Разработка
Doom Eternal стала первой игрой, базирующейся на новой версии движка id Software — id Tech 7. Как и в случае с Doom 2016 года, руководителем проекта выступил Хьюго Мартин, а продюсером — Марти Стрэттон. Многопользовательский режим был разработан непосредственно id Software, в отличие от Doom 2016 года, мультиплеер для которой был разработан в сотрудничестве со сторонней компанией Certain Affinity. Разработчики отказались от режима «Бой насмерть», который был популяризирован Doom 1993 года и впоследствии присутствовал в каждой основной игре серии. По словам Пита Хайнса, вице-президента Bethesda по маркетингу, это было сделано потому, что данный режим чувствовался «оторванным от основной игры» в Doom 2016 года и разработчики не хотели его внедрять только лишь потому, что он присутствовал в прошлых играх. При этом разработчики отказались от редактора карт Doom SnapMap, который использовался в игре 2016 года. В дополнение к многопользовательскому режиму разработчики представили режим «Вторжение», который должен был позволить игрокам вторгаться в сюжетные кампании других пользователей под видом демонов и был намечен к выходу после релиза основной игры, однако его разработка была отменена в июле 2021 года, вместо него будет выпущен режим «Орда». Композитором основной игры выступил Мик Гордон, ранее написавший музыкальное сопровождение для Doom 2016 года, Wolfenstein II: The New Colossus, Prey и других игр. Версию для консоли Nintendo Switch была разработана компанией Panic Button, которая ранее разработала версию Doom 2016 года для той же консоли.
По словам Мартина, в Doom Eternal вдвое большее количество видов демонов, чем в Doom 2016 года.В игру вернулись ранее встречавшиеся в прошлых играх серии противники, такие как архвили и арахнотроны, а также появились и их новые виды, например Мародёр. Мародёр был задуман как особый противник, выбивающийся из общего ряда — он неуязвим к большинству атак, и его нужно оглушать точно выверенными по времени контратаками на короткое время, чтобы нанести урон. Хотя многие обозреватели критиковали такой подход, Мартин защищал его: сражения с Мародёрами продуманы так, чтобы подтолкнуть игрока быстро соображать и действовать креативно, «направить в зону фана». Дизайнер наблюдал за тем, как игроки реагируют на Мародёра, и вносил коррективы: так, по видео Twitch-стримера Shroud стало ясно, что даже опытному игроку трудно визуально распознать фазу оглушения. Это заставило Мартина поменять анимацию демона, сделав пошатывание Мародёра при оглушении более явным и заметным.
Набор оружия также претерпел изменения. В отличие от прошлой основной игры, в Eternal отсутствует пистолет — вместо него стартовым оружием в начале игры выступает дробовик. Двухствольное ружьё (супердробовик) получило крюк, который Палач Рока может использовать, чтобы притянуться к врагам. Механика зрелищных добиваний, которая была впервые представлена в Doom 2016 года, присутствует и в Doom Eternal. Для зрелищных добиваний используется встроенное в перчатку брони лезвие, а на плече закреплён огнемёт. В качестве ещё одного оружия ближнего боя, в дополнение к бензопиле, был добавлен меч Горнило, который позволяет убить любого противника, за исключением боссов, одним ударом. Помимо обычных гранат в Eternal были введены криогранаты, которые на время замораживают противников, при этом оба вида гранат теперь автоматически восстанавливаются. В качестве новой механики разработчики выделяют возможность вывода из строя оружия демонов, к примеру огнемётов манкубуса или пулемёта арахнотрона, а также визуальное отображение повреждений противников. Ещё одним нововведением стал «кровавый удар» — особо мощная атака ближнего боя, которая заряжается от зрелищных добиваний. В дополнение к двойному прыжку, который впервые появился в Doom 2016 года, была добавлена механика дэша — резкого отскока в сторону. 

## Выпуск
Doom Eternal была анонсирована 11 июня 2018 года на выставке E3 2018. Игровой процесс Doom Eternal был показан 10 августа 2018 года в рамках выставки QuakeCon 2018, где также было анонсировано, что игра выйдет на Windows, PlayStation 4, Xbox One и Nintendo Switch. На конференции GDC 2019 вместе с анонсом Google Stadia было сообщено, что Doom Eternal будет одной из первых игр, доступных в данном сервисе. На конференции Bethesda во время выставки E3 2019 была объявлена дата выхода игры — 22 ноября 2019 года. Однако позже было объявлено, что выход Doom Eternal перенесён на 20 марта 2020 года для версий для Windows, PlayStation 4 и Xbox One, а выход версии для Nintendo Switch состоится после выхода данных версий. В ноябре было объявлено, что версия для Nintendo Switch не будет иметь физического издания, а позже в том же месяце была названа дата выхода версии для данной консоли — 8 декабря 2020 года.
В августе 2020 года Bethesda Softworks объявила, что Eternal будет доступна на игровых приставках PlayStation 5 и Xbox Series X сначала в рамках обратной совместимости, а после получит собственные версии для данных консолей. При этом пользователи, которые приобрели версии для PlayStation 4 и Xbox One получат версии для новых консолей бесплатно. На выставке Е3 2021 было объявлено, что обновленные версии игры для PlayStation 5 и Xbox Series X/S выйдут 29 июня 2021 года. Версии PlayStation 5 и Xbox Series X будут поддерживать трассировку лучей, а версия для персональных компьютеров получит данную опцию с помощью обновления, которое выйдет в тот же день.
Помимо основной игры было выпущено два дополнения. Вместе с игрой в продажу поступил сезонный абонемент, который включает в себя доступ к двум дополнениям. Первое из них, The Ancient Gods: Part One, было анонсировано на QuakeCon 2020, его выход состоялся 20 октября 2020 года на Windows, PlayStation 4 и Xbox One, а версия для Nintendo Switch была выпущена в июне 2021 года. Следующее дополнение, The Ancient Gods: Part Two, поступило в продажу 18 марта 2021 года. Оба дополнения являются самостоятельными — для покупки не требуется наличие основной игры, при этом каждое из дополнений предоставляет доступ не только к соответствующей сюжетной кампании, но и к многопользовательскому режиму базовой игры.
Игра распространяется в трёх изданиях: стандартное издание включает в себя базовую игру, Digital Deluxe Edition — базовую игру, сезонный абонемент первого года, а также дополнительный косметический скин для Палача Рока и классические звуки оружия, а Collector’s Edition — копию Digital Deluxe Edition, полноразмерную копию шлема Палача, стилбук, артбук и литографский оттиск, а также цифровые версии саундтреков Doom 2016 года и Doom Eternal.

## Восприятие
| Сводный рейтинг       | Сводный рейтинг                                    |
| Агрегатор             | Оценка                                             |
| --------------------- | -------------------------------------------------- |
| Metacritic            | (PC) 88/100 (PS4) 87/100 (XONE) 88/100 (NS) 80/100 |
| OpenCritic            | 89/100 (NS) 82/100                                 |
| Иноязычные издания    |                                                    |
| Издание               | Оценка                                             |
| Destructoid           | 8,5/10                                             |
| Edge                  | 9/10                                               |
| EGM                   | [ 51 ]                                             |
| Famitsu               | 34/40                                              |
| Game Informer         | 9,25/10                                            |
| GameRevolution        | · (NS)                                             |
| GameSpot              | 8/10                                               |
| GamesRadar+           | [ 57 ]                                             |
| GameStar              | 88/100                                             |
| IGN                   | 9/10 8/10                                          |
| Jeuxvideo.com         | 18/20 (NS) 16/20                                   |
| Nintendo Life         | (NS) 8/10                                          |
| PC Gamer (US)         | 94/100                                             |
| Polygon               | Рекомендовано                                      |
| VG247                 | [ 64 ]                                             |
| The Guardian          | [ 65 ]                                             |
| PC Games              | 9/10                                               |
| PCGamesN              | 9/10                                               |
| VideoGamer.com        | 8/10                                               |
| Русскоязычные издания |                                                    |
| Издание               | Оценка                                             |
| 3DNews                | 8/10                                               |
| Gameplay              | [ 70 ]                                             |
| GoHa.Ru               | 7/10                                               |
| «IGN Россия»          | 9/10                                               |
| StopGame.ru           | Изумительно                                        |
| «Игромания»           | [ 74 ]                                             |
| «Игры Mail.ru»        | 9/10                                               |
| «Канобу»              | 9/10                                               |
| «НИМ»                 | 9,4/10                                             |

### До выхода
В целом анонс и последующая публикация промоматериалов по игре были встречены положительно. Doom Eternal получила звание «Лучший шутер E3 2019» от портала IGN, стала победителем в двух номинациях от Game Critic Awards, также посвященным E3 2019, а позже выиграла в номинации «Лучшая экшен-игра» на Gamescom 2019. Тем не менее многоцветная цветовая гамма графического интерфейса игры была встречена неоднозначно со стороны игроков. По словам Хьюго Мартина яркий интерфейс нужен для лучшей индикации оружий, количества боеприпасов и других предметов. Впоследствии разработчики сообщили, что в игре будет возможность настройки графического интерфейса, его отдельных элементов и цвета.

### После выхода
Doom Eternal была встречена положительно критиками и рецензентами игровых изданий. Средний балл на агрегаторе оценок Metacritic версий для персональных компьютеров и приставки Xbox One составляет 88 баллов из 100 возможных, для PlayStation 4 — 87 баллов. Версия для приставки Nintendo Switch была оценена несколько ниже — 80 баллов. На портале OpenCritic игра имеет среднюю оценку в 89 баллов из 100 возможных.
Наиболее часто в качестве достоинства игры выделялся отточенный игровой процесс. Eternal получила максимальную оценку в 5 звезд от портала «Игромания» — в своей рецензии Сергей Цилюрик назвал игру «фестивалем весёлой, почти мультяшной жестокости, где вы — разом и хореограф, и исполнитель главной роли — выполняете сложнейшие боевые пируэты под дикий хеви-метал», отметив игровой процесс, разнообразные локации, сюжет и проработку игрового мира, но при этом сказал, что два новых вида противников, Щупальца и Мародер, его огорчили. Дмитрий Бурдуков, автор StopGame.ru, также поставил игре наивысшую оценку — в качестве достоинств он выделил динамику игры, разнообразие уровней, но при этом отметил большую продолжительность прохождения отдельных уровней. Денис Князев, рецензент портала «Канобу», поставил игре оценку в 9 баллов из 10 и похвалил игру за «боевую» механику, которую охарактеризовал как «безумно сложную, но идеально сбалансированную», также, как и автор StopGame.ru, выделил разнообразие уровней, их дизайн и архитектуру. Райан МакКэффри, автор портала IGN, опубликовал две отдельные рецензии, посвященные сюжетному и многопользовательскому режимам игры, а также финальную рецензию на основе двух первых. Он похвалил однопользовательскую кампанию назвав её одной из лучших, в которую он играл за последние годы и отметил, что как вторая игра своего рода, игра потеряла часть своей новизны, но не удовольствие от напряженного и яростного игрового процесса. В финальной рецензии МакКэффри написал, что Eternal развивает то, что сделало ребут 2016 года глотком свежего воздуха для жанра. Джеймс Девенпорт, рецензер сайта PC Gamer, также высоко отозвался об игре — он отметил, что игра чувствуется, как созданная в первую очередь для персональных компьютеров и управления с помощью клавиатуры и мыши. Эндрю Рейнер, редактор Game Informer, отметил, что является Eternal более сложной игрой относительно своего предшественника, но назвал данное усложнение честным, учитывая возросшую огневую мощь Палача Рока, а также большее количество способов восстановления здоровья. В качестве недостатка он назвал, что некоторые из представленных в игре паззлов неуместными.
Музыкальное сопровождение за авторством Мика Гордона также удостоилось общего одобрения. Авторы «Игромании» и Канобу кратко отозвались о саундтреке, как о достоинстве игры. Райан МакКэффри написал, что «новый (и снова фантастический)» саундтрек Гордона определённо заслуживает похвалы за то, что поддерживает напряженный темп всей игры. Дмитрий Бурдуков тоже положительно оценил представленную в проекте музыку. Эндрю Рейнер в выводе своей рецензии назвал саундтрек тяжелым, но его ритм запоминающимся. Девенпорт назвал музыкальное сопровождение «эволюцией, а не переосмыслением» саундтрека Doom 2016 года, без которого Doom Eternal казался бы пустым.
МакКэффри положительно отозвался о многопользовательском режиме сказав, что изучив все нюансы многопользовательский режим может быть полным веселья, но при этом отметил скудное обучение. Рейнер написал, что с точки зрения мультиплеера Eternal является большим шагом назад для всей серии, так как в игре отсутствуют традиционный для серии Deathmatch и возможность создания пользовательских карт, а Battlemode является единственным представленным многопользовательским режимом. Девенпорт посчитал, что Battlemode больше соответствует духу серии, хотя данному режиму по мнению Эммы Мэтьюз, другого редактора PC Gamer, не уделяется наибольшее внимание.
Мнения насчёт секций уровней с платформингом разделились: Дмитрий Бурдуков в целом положительно оценил их, однако Денис Князев наоборот отметил, что секции с платформингом не являются до конца выверенными и персонаж иногда пролетает мимо необходимого уступа. Рейнер назвал дизайн подобных секций превосходным и требующим точного тайминга и траектории, а также отметил, что такие некоторые элементы платформинга вроде раскачивания на перекладинах удачно вписаны в игровой процесс.
Внедрение в игру системы Denuvo Anti-Cheat в одном из пост-релизных получило негативный отклик со стороны игрового сообщества. Игроки также стали массово жаловаться на ошибки обновления, в том числе — и во время прохождения одиночной кампании. В ответ на критику id Software удалила данную античит-систему в следующем патче.
Вышедшая позже версия для игровой приставки Nintendo Switch также была оценена преимущественно положительно, но при этом получала в целом более низкие оценки относительно версий для персональных компьютеров, PlayStation 4 и Xbox One. Средний балл данной версии на Metacritic составил 80 баллов, на Opencritic — 82 балла из 100. Майкл Лери из GameRevolution назвал версию для Switch «наименее хорошей» среди всех выпущенных версий игры, но в целом оценил её как сносную и поставил 4 балла из 5 возможных. Одним из недостатков он назвал пониженную до 30 кадров в секунду кадровую частоту из-за более слабого аппаратного обеспечения консоли против 60 кадров на других консолях, что, по его словам, делает данную версию менее отзывчивой в управлении. Лери также назвал котроллеры Joy-Con и Switch Lite наименее подходящими для этой игры относительно контроллеров других консолей, а также клавиатуры и мыши, и отметил, что управление с помощью гироскопа хоть частично и исправляет ситуацию, но делает это не полностью. При этом он назвал влияние на игровой процесс ухудшения графической составляющей несущественным. В некоторых аспектах с ним согласился автор Nintendo Life Крис Скаллион, который назвал очевидным серьёзное ухудшение качества в сравнении с версиями для PlayStation 4 и Xbox One. Он, как и автор GameRevolution, отметил, что более размытые текстуры и динамическое снижение разрешения не так заметны непосредственно во время игрового процесса, так как Eternal является игрой со стремительным игровым процессом и у игрока нет времени анализировать все недостатки графической составляющей данной версии. Скаллион также положительно отозвался о стабильности кадровой частоты версии и в итоге поставил игре оценку в 8 баллов из 10 возможных.

### Претензии к качеству официального саундтрека
Большинство треков саундтрека выполнены Миком Гордоном в соавторстве с аудиодиректором id Software Чедом Моссхолдером. Гордон также пояснил, что принимал мало участия в сведении, работая лишь с некоторыми композициями (Meathook, Command and Control). Те вещи, что сводили сотрудники id Software, оказались хуже по качеству: в BFG громкость плохо нормализована, звучание всех инструментов смешано. Meathook Гордона содержит −10.8 RMS — стандарт для метала, а обработанный другими людьми Metal Hell достигает −4,9 RMS и проваливается, поскольку грубо срезаны средние частоты. Саундтрек был издан спустя месяц после выпуска игры. Тем не менее, композитор не исключил выход собственной версии в будущем. Исполнительный продюсер Марти Стрэттон в открытом письме ответил, что Гордон не успел представить все треки к середине апреля и не выполнил условия контракта, будучи недовольным соавторством, а у Моссхолдера не было доступа к исходным материалам, поэтому пришлось работать с музыкальными треками, которые использовались непосредственно в самой игре, что и стало причиной проблем с качеством. Стрэттон сообщил, что id Software не станет сотрудничать с Гордоном при разработке дополнений, музыкальное сопровождение к которым впоследствии было написано другими композиторами. 9 ноября 2022 года Гордон заявил, что Стрэттон исказил факты: график действительно был жёсткий, но от композитора требовали редактировать уже готовую музыку, приходилось сочинять «вслепую», без необходимой информации со стороны компании, работа шла удалённо и сверхурочно, подписать договор удалось лишь 18 марта 2020 года, за двое суток до выпуска игры. Контракт предусматривал сдать альбом из 12 композиций к 16 апреля, а также предоставить id Software все исходные материалы и права на финальную версию. Проблемы, присутствовавшие в черновиках, так и не были исправлены. Качество саундтрека Моссхолдера Гордон считает неприемлемым из-за многочисленных ошибок аудиомонтажа и искажений звука. Поклонники Doom Eternal потребовали «справедливости для Мика», чтобы ему были вручены награды. Bethesda ответила, что полностью поддерживает Марти Стрэттона и всю команду id Software, а композитор однобоко и неточно пересказал события.

### Продажи
Игра дебютировала на второй строчке в британском чарте продаж физических копий, уступив только Animal Crossing: New Horizons вышедшей в тот же день, что и Eternal. Тем не менее продажи игры в числовом эквиваленте были примерно на треть ниже, чем у её предшественницы, что, вероятно, стало побочным эффектом социального дистанцирования, вызванного пандемией COVID-19. В Германии было продано 100 000 физических копий по состоянию на май 2020 года. В Северной Америке игра стала шестой самой продаваемой игрой за март 2020 года, тем не менее цифровые продажи в данном списке также не учитывались.
По данным агентства SuperData, по состоянию на март 2020 года, игра была продана тиражом в 3 миллиона цифровых копий по всему миру, в то время Doom 2016 года разошлась тиражом в 957 000 копий в релизный месяц. Это сделало Eternal четвёртой по прибыльности консольной игрой марта 2020 года. В сервисе цифровой дистрибуции Steam максимальное количество одновременно играющих пользователей превысило 100 000 человек, что превзошло результат Doom 2016 года в том же сервисе более чем в два раза. По данным издателя доход игры в первую неделю стал самым высоким среди всех игр серии, а в стартовый уик-энд — в два раза выше, чем у игры 2016 года. По итогам 2020 года доход с цифровых копий игры по данным SuperData составил 454 миллиона долларов, что позволило игре стать десятой в рейтинге самых доходных платных цифровых игр. Примерно такая же цифра была указана в профиле LinkedIn Дэвида Сондерса, бывшего менеджера id Software по продукции — по его данным доход игры составил 450 миллионов долларов.

### Награды
| Награда                               | Дата церемонии       | Категория                    | Результат | Прим.   |
| ------------------------------------- | -------------------- | ---------------------------- | --------- | ------- |
| 2018 Golden Joystick Awards           | 16 ноября 2018 года  | Самая ожидаемая игра         | Номинация | [ 108 ] |
| Game Critics Awards 2019              | 28 июня 2019 года    | Лучшая игра для ПК           | Победа    | [ 109 ] |
| Game Critics Awards 2019              | 28 июня 2019 года    | Лучшая экшен-игра            | Победа    | [ 109 ] |
| The Game Awards 2020                  | 10 декабря 2020 года | Игра года                    | Номинация | [ 110 ] |
| The Game Awards 2020                  | 10 декабря 2020 года | Лучшая экшен-игра            | Номинация | [ 110 ] |
| The Game Awards 2020                  | 10 декабря 2020 года | Лучший саундтрек             | Номинация | [ 110 ] |
| The Game Awards 2020                  | 10 декабря 2020 года | Лучший аудиодизайн           | Номинация | [ 110 ] |
| The Game Awards 2020                  | 10 декабря 2020 года | «Голос игроков»              | Номинация | [ 111 ] |
| IGN’s Game of the Year                | 21 декабря 2020 года | Лучший шутер                 | Номинация | [ 112 ] |
| PC Gamer Game of the Year Awards 2020 | 29 декабря 2020 года | Лучший шутер от первого лица | Победа    | [ 113 ] |
| «Игромания» — лучшие игры 2020 года   | 31 декабря 2020 года | Игра года                    | Номинация | [ 114 ] |
| Steam Awards 2020                     | 4 января 2021 года   | Игра года                    | Номинация | [ 115 ] |
| Steam Awards 2020                     | 4 января 2021 года   | Лучший саундтрек             | Победа    | [ 115 ] |
| «Канобу» — лучшие игры 2020 года      | 10 января 2021 года  | Лучшая игра                  | Победа    | [ 116 ] |
| SXSW Gaming Awards 2021               | 20 марта 2021 года   | Лучшая игра года             | Номинация | [ 117 ] |
| SXSW Gaming Awards 2021               | 20 марта 2021 года   | Лучший саундтрек             | Номинация | [ 117 ] |
| SXSW Gaming Awards 2021               | 20 марта 2021 года   | Лучший аудиодизайн           | Победа    | [ 117 ] |